# Зернолуск масковий
Зернолу́ск масковий (Saltator cinctus) — вид горобцеподібних птахів родини саякових (Thraupidae). Мешкає в Андах.

## Опис
Довжина птаха становить 21-23 см, вага 43-53 г. Виду не притаманний статевий диморфізм. Верхня частина голови і спина попелясто-сірі, обличчя, щоки, скроні і горло чорні. На шиї вузька біла смуга, на грудях широкий чорний "комірець". Нижня частина грудей і живіт білі, боки білуваті, поцятковані сірими смужками. Крила чорні, махові пера мають сірі края. Лапи сірі, очі оранжеві або золотисті, дзьоб у північний популяцій червоний, у південних знизу біля основи чорний. У молодих птахів дзьоби жовтуваті.

## Поширення і екологія
Маскові зернолуски мешкають в Центральному хребті Колумбійських Анд, а також на східних схилах Анд в Еквадорі (на південь від Напо) та в Перу (на південь до Уануко). Вони живуть у вологих гірських тропічних лісах та в бамбукових заростях. Зустрічаються на висоті від 1700 до 3100 м над рівнем моря. Живляться, зокрема, шишками подокарпусів Podocarpus oleifolius.